# フェイ・ホルダーネス
フェイ・ホルダーネス（Fay Holderness、1881年4月16日 - 1963年5月13日）は、アメリカ合衆国の女優。

## 出演作品
- 都会の哀愁
- 快傑ディック・ターピン
- 勇気凛々
- アルプス颪